# Dharangaon
Dharangaon es una ciudad y  municipio situada en el distrito de Jalgaon en el estado de Maharashtra (India). Su población es de 35375 habitantes (2011). 

## Demografía
Según el censo de 2011 la población de Dharangaon era de 35375 habitantes, de los cuales 18211 eran hombres y 17164 eran mujeres. Dharangaon tiene una tasa media de alfabetización del 80,40%, inferior a la media estatal del 82,34%: la alfabetización masculina es del 86,29%, y la alfabetización femenina del 74,23%.